# استادعلی اکبر
علی اکبر، روستایی از توابع بخش خضرآباد شهرستان صدوق در استان یزد ایران است.

## جمعیت
این روستا در دهستان کذاب قرار دارد و براساس سرشماری مرکز آمار ایران در سال ۱۳۸۵، جمعیت آن زیر سه خانوار بوده‌است.